# Fliegerführer Süd (Wehrmacht)
Fliegerführer Süd war ab dem 1. Dezember 1941 die Bezeichnung einer Dienststellung bzw. einer Kommandobehörde auf Brigadeebene der deutschen Luftwaffe im Zweiten Weltkrieg. Sie wurde ab Dezember 1942 in Seefliegerführer Schwarzes Meer umbenannt. Ihre Hauptaufgabe war zur Zeit des Deutsch-Sowjetischen Krieges die Kriegsführung gegen die sowjetische Schifffahrt im Schwarzen Meer.

## Geschichte
Die Dienststelle des Fliegerführers Süd wurde am 1. Dezember 1941 aus der umbenannten Kommandobehörde des Fliegerführers Ostsee aufgestellt. Sie bezog ihr Hauptquartier in Saki auf der Krim im Süden der Ostfront und war der Luftflotte 4 unterstellt. Ihre Hauptaufgabe war die Aufklärung und Bekämpfung sowjetischer Kriegs- und Handelsschiffe im Schwarzen Meer und den angeschlossenen Häfen. Im Dezember 1942 wurde sie unter Beibehaltung ihrer Aufgaben in Seefliegerführer Schwarzes Meer umbenannt. Am 1. April 1944 wurde die Dienststelle aufgelöst und in den Stab des I. Fliegerkorps überführt.

## Fliegerführer
| Dienstgrad          | Name              | Datum                                   |
| ------------------- | ----------------- | --------------------------------------- |
| Oberst              | Wolfgang von Wild | 1. Dezember 1941 bis 10. September 1942 |
| General der Flieger | Konrad Zander     | 10. September 1942 bis 15. Oktober 1942 |
| Oberstleutnant      | Hellmut Schalke   | 29. Januar 1943 bis 22. Juni 1943       |
| Oberstleutnant      | Joachim Bauer     | 22. Juni 1943 bis 5. September 1944     |

## Unterstellung
| Unterstellung | von              | bis               |
| ------------- | ---------------- | ----------------- |
| Luftflotte 4  | 1. Dezember 1941 | 5. September 1944 |

## Unterstellte Verbände
| 1. März 1942 | |
| --- | --- |
| 1. März 1942 | I. und 11./Kampfgeschwader 100; III./Kampfgeschwader 51; III./Sturzkampfgeschwader 77; 4./Fernaufklärungsgruppe 122 |
| 1. Juli 1942 | |
| II./Kampfgeschwader 26; I./Kampfgeschwader 100; 4./Fernaufklärungsgruppe 122 | |
| 26. Februar 1944 | |
| 1. und 2./Fernaufklärungsgruppe 125 (See); 3./Fernaufklärungsgruppe 121; Nahaufklärungsstaffel 1; Stab Nahaufklärungsgruppe 1 mit 2./16 und 5./41; Stab und 1./Nahaufklärungsgruppe 2; Stab Nahaufklärungsgruppe 9 mit 1./21; Stab und 3./Fernaufklärungsgruppe 125 (See); rumänische 102. Aufklärungsstaffel; 1./Fernaufklärungsgruppe 131 (See); bulgarische See-Aufklärungsstaffel; Stab und I./Jagdgeschwader 52; Stab, I., 4., III. und 10./Schlachtgeschwader 2; Stab, I. und III./Schlachtgeschwader 10, 12.(Pz.)/Schlachtgeschwader 9; Stab, 1. und 2./Nachtschlachtgruppe 5; Stab und 1./ Nachtschlachtgruppe 6; I./Kampfgeschwader 27 | |